# Богданова Ольга Михайлівна
Ольга Михайлівна Богданова (рос. Ольга Михайловна Богданова; нар. 7 серпня 1951, Скулень, Молдавська РСР, СРСР) — радянська і російська актриса театру і кіно. Народна артистка Російської Федерації (1998). 
Фігурант бази даних центру «Миротворець» (незаконна комерційна діяльність (гастролі) в анексованому РФ Криму).

## Життєпис
Ольга Богданова народилася 7 серпня 1951 року в селі Скуляни. Закінчила із золотою медаллю школу, потім з червоним дипломом Школу-студію МХАТ (майстерня П. В. Массальского і А. К. Тарасової), після закінчення якої була прийнята в театр «Современник», де прослужила рік. 
З 1973 року — в трупі Центрального театру Радянської (Російської) Армії, де працює по теперішній день.
Навчаючись на першому курсі, Богданова знялася в «12 стільцях» у Леоніда Гайдая в епізодичній ролі дівчини з аукціону, яка була озвучена іншою акторкою.
Провідна актриса театру, побувала з гастролями в багатьох гарячих точках: в Афганістані, Чечні, тричі — в Чорнобилі. Знімається в кіно, телесеріалах, бере участь в телевізійних передачах.

## Театральні роботи
- «Супутники» — Васька Буренко
- «Старий» — Дівчина
- «Дерева поирають стоячи» — Марта-Ізабелла
- «Шаради Бродвею» — Єва
- «Мандат» — Варька Гулячкіна
- «Умови диктує леді» — Філіппа Джеймс
- «Діамантова орхідея» — Єва Перон
- «Останній сильно закоханий» — Боббі, Елейн, Жаннет
- «Жахливі батьки» — Мадлен
- «Ідіот» — Аглая
- «Серце не камінь» — Ольга
- «Отелло» — Емилия
- «Запрошення до замку» — Мама
- «Гамлет» — Гертруда
- «Танці з учителем» — Іва Григорівна
- «Пані міністерша» — Живка Попович
- «Чоловік для Памели» — Вельма Лемон
- «Филумена Мартурано» — Філумена

## Фільмографія
Акторські кінороботи:
- 1971 — «12 стільців» — 1-а дівчина на аукціоні
- 1971 — «Жартуєте?» — Люська
- 1972 — «Велика перерва» — епізод (немає в титрах)
- 1973 — «Шукаю людину» — Люба, ткаля
- 1979 — «Ти пам'ятаєш» — Любов Кримова
- 1979 — «Камертон» — вчителька (Одеська кіностудія)
- 1987 — «Спокуса» — Канарейкіна
- 2006 — «Живий» — провідниця
- 2008 — «Козаки-розбійники» — Ганна Антонівна
- 2009—2016 — «Вороніни» — тітка Ася
- та інші...